# PlayStation
PlayStation (officielt forkortet PS, almindeligt kendt som PS1 og med kodenavnet PSX) var en meget succesfuld spillekonsol, produceret af Sony Interactive Entertainment. Den er senere kommet i en mindre udgave, PSone, samt de efterfølgende udgaver, PlayStation 2, PlayStation 3 og PlayStation 4. Sidstnævnte blev annonceret i 2013. Af håndholdte udgaver findes PlayStation Portable, PSP Go og PlayStation Vita.

## Populære PlayStation-spil
- Abe's Oddysee
- Abe's Exoddus
- Crash Bandicoot
- Fifa
- Gran Turismo
- Grand Theft Auto
- Heart of Darkness
- Kula World
- Metal Gear Solid
- Shadow Man
- SoulBlade
- Spyro the Dragon
- Tekken
- Tekken 2
- Tekken 3
- Tomba (Tombi)
- Tomb Raider

## Online-tjenester

### PlayStation Blog
PlayStation Blog (stiliseret som PlayStation.Blog) er en online blog med fokus på PlayStation, som er en del af PlayStation Network. Bloggen blev lanceret den 11. juni 2007 og har indeholdt adskillige interviews med tredjepartsvirksomheder som Square Enix. Bloggen indeholder også indlæg fra højtstående ledere hos Sony Interactive Entertainment. En underafdeling af bloggen, kaldet PlayStation Blog Share, blev lanceret den 17. marts 2010 og gav både bloglæsere og brugere mulighed for at indsende idéer til PlayStation-teamet om alt relateret til PlayStation samt stemme på andres forslag. Sony Computer Entertainment Europe lancerede en europæisk underafdeling, PlayStation Blog Europe, den 28. maj 2009 som erstatning for den "semi-officielle" side Three Speech, der lukkede den 17. april. Denne europæiske afdeling blev fusioneret med hovedbloggen den 1. juni 2020.

## Galleri
- Memory Card for PlayStation
- PlayStation Mus
- Playstation 1